# 밥 잘 사주는 예쁜 누나
《밥 잘 사주는 예쁜 누나》는 2018년 3월 30일부터 2018년 5월 19일까지 방송된 JTBC 금토 드라마이다.
한편, JTBC 월화 드라마 《으라차차 와이키키》 후속작으로 방영 예정이었던 《일단 뜨겁게 청소하라》의 편성이 2018년 하반기로 지연되면서 공백이 약 4주간 생기면서 《밥 잘 사주는 예쁜 누나》를 재방송하기로 했다.

## 줄거리
아는 사이로 지내던 두 남녀가 사랑에 빠지면서 그려가게 될 진짜 연애에 대한 이야기를 담은 작품이다.

## 등장인물

### 주요 인물
- 손예진: 윤진아 역 - 35세, 커피 전문 기업 가맹운영팀 소속 슈퍼바이저
- 정해인: 서준희 역 - 31세, 컴퓨터 게임회사 기획 겸 캐릭터 디자이너
- 장소연: 서경선 역 - 커피 전문점 운영, 서준희의 누나, 윤진아의 절친

### 윤진아 회사 직원들
- 정유진: 강세영 역 - 가맹운영팀 대리
- 주민경: 금보라 역 - 가맹운영팀 대리
- 이주영: 이예은 역 - 가맹운영팀 막내
- 장원형: 김동우 역 - 가맹운영팀 주임
- 이화룡: 공철구 역 - 가맹운영팀 차장(밀하우스)
- 서정연: 정영인 역 - 마케팅팀 부장
- 이창훈: 최중모 역 - 영업지원팀 차장
- 박혁권: 남호균 역 - 이사
- 김종태: 조경식 역 - 대표

### 윤진아 가족들
- 오만석: 윤상기 역 - 윤진아의 아빠
- 길해연: 김미연 역 - 윤진아의 엄마
- 위하준: 윤승호 역 - 대학원 박사 과정 재학 중, 윤진아의 남동생

### 그 외 인물
- 오륭: 이규민 역 - 윤진아의 전 남자친구. 로펌 변호사
- 윤종석: 김승철 역 - 서준희의 직장 동료
- 정애리: 이규민의 엄마 역(특별출연)
- 김학선
- 전석찬
- 이시훈
- 백종승
- 양조아
- 김세온
- 김채연
- 유독현
- 유용
- 김기태
- 박강원
- 장정애
- 지헤라
- 김지성
- 김영노
- 김세환
- 이유미
- 김희원
- 최기욱
- 이형석
- 추시현
- 박상준
- 손세빈
- 안선영
- 이규성
- 이태구
- 장율
- 조수향
- 현은영
- 신두희
- 김승환
- 안휘태
- 허정규
- 허정도: 윤진아 맞선남 역
- 김도윤: 법률 대리인 역
- 이지현
- 최광운
- 김도균
- 신우희
- 이철희
- 김락형

## 촬영지
- 청담동 미엘
- 퀸즈파크 청담점
- 월드컵북로
- 동아디지털미디어센터
- 설악항
- 원대리 자작나무 숲
- 오무사
- 그랜드 힐튼 서울(테라스라운지)

## 시청률
최저 시청률과 최고 시청률은 시청률 조사회사와 지역별로 시청률에 차이가 있을 수 있습니다.
| 2018년     | 2018년     | 2018년     | 2018년      |
| 회차       | 방송일     | AGB 시청률 | TNmS 시청률 |
| ---------- | ---------- | ---------- | ----------- |
| 제1회      | 3월 30일   | 4.008%     | 3.8%        |
| 제2회      | 3월 31일   | 3.752%     | 4.8%        |
| 제3회      | 4월 6일    | 4.222%     | 4.4%        |
| 제4회      | 4월 7일    | 4.756%     | 5.9%        |
| 제5회      | 4월 13일   | 5.134%     | 5.4%        |
| 제6회      | 4월 14일   | 6.187%     | 6.5%        |
| 제7회      | 4월 20일   | 5.322%     | 6.4%        |
| 제8회      | 4월 21일   | 5.499%     | 5.7%        |
| 제9회      | 4월 27일   | 6.177%     | 5.9%        |
| 제10회     | 4월 28일   | 5.757%     | 6.6%        |
| 제11회     | 5월 4일    | 5.637%     | 5.9%        |
| 제12회     | 5월 5일    | 5.520%     | 6.1%        |
| 제13회     | 5월 11일   | 5.564%     | 5.4%        |
| 제14회     | 5월 12일   | 7.281%     | 6.3%        |
| 제15회     | 5월 18일   | 5.883%     | 5.7%        |
| 제16회     | 5월 19일   | 6.787%     | 7.1%        |
| 평균시청률 | 평균시청률 | 5.467%     | 5.743%      |

## OST
다음은 오리지널 사운드트랙(OST) 싱글 앨범에 포함된 곡들이며, 정렬기준은 출시 순입니다.

### 파트
- Part.1: Something in The Rain (레이첼 야마가타) (발매일: 2018년 4월 13일)
- Part.2: La La La (레이첼 야마가타) (발매일: 2018년 4월 20일)

### 사운드 트랙
1. Something in the Rain - 레이첼 야마가타
2. La La La (Ver.1) - 레이첼 야마가타
3. La La La (Ver.2) - 레이첼 야마가타
4. Be Somebody's Love - 레이첼 야마가타
5. Save the last dance for me - 이남연
6. End Uring - 이남연
7. Up Against - 이남연
8. Another Step - 이남연
9. Flea Waltz - 이남연
10. Portraits of You - 이남연
11. Stand by Your Man - 태미 와이넷

## 같이 보기
- 대한민국의 텔레비전 드라마 목록 (ㅂ)
- 2018년 대한민국의 텔레비전 드라마 목록
- 하일참시행복